# 구마모토현 선거구
구마모토현 선거구(일본어: 熊本県選挙区)는 일본의 참의원 선거구이다.

## 선거구 정보
| 지역      | 구마모토현 전역          |
| 의원 정수 | 2명 (개선 정수 1명)      |
| 유권자 수 | 1,450,565명 (2022년 9월) |

## 역대 의원
| 홀수회                         | 홀수회                         | 홀수회        | 짝수회                         | 짝수회                         | 짝수회                         |
| 의원 1                         | 의원 2                         | 선거          | 선거                           | 의원 1                         | 의원 2                         |
| ------------------------------ | ------------------------------ | ------------- | ------------------------------ | ------------------------------ | ------------------------------ |
| 다카타 스스무 (일본민주당)     | 호리우치 이타루 (일본사회당)   | 1947년 제1회  | 1947년 제1회                   | 다니구치 야사부로 (일본민주당) | 후카미 로쿠로 (일본자유당)     |
| 다카타 스스무 (일본민주당)     | 조 기신 (일본자유당)           | 1948년 보궐   |                                | 다니구치 야사부로 (일본민주당) | 후카미 로쿠로 (일본자유당)     |
| 다카타 스스무 (일본민주당)     | 조 기신 (일본자유당)           |               | 1950년 제2회                   | 후카미 로쿠로 (자유당)         | 다니구치 야사부로 (국민민주당) |
| 마쓰노 쓰루헤이 (자유당)       | 조 기신 (일본자유당)           | 1952년 보궐   |                                | 후카미 로쿠로 (자유당)         | 다니구치 야사부로 (국민민주당) |
| 마쓰노 쓰루헤이 (자유당)       | 데라모토 고사쿠 (개진당)       | 1953년 제3회  |                                | 후카미 로쿠로 (자유당)         | 다니구치 야사부로 (국민민주당) |
| 마쓰노 쓰루헤이 (자유당)       | 데라모토 고사쿠 (개진당)       |               | 1956년 제4회                   | 모리나카 모리요시 (일본사회당) | 하야시다 마사하루 (무소속)     |
| 사쿠라이 사부로 (자유민주당)   | 마쓰노 쓰루헤이 (자유민주당)   | 1959년 제5회  |                                | 모리나카 모리요시 (일본사회당) | 하야시다 마사하루 (무소속)     |
| 노가미 스스무 (자유민주당)     | 마쓰노 쓰루헤이 (자유민주당)   | 1960년 보궐   |                                | 모리나카 모리요시 (일본사회당) | 하야시다 마사하루 (무소속)     |
| 노가미 스스무 (자유민주당)     | 사와다 잇세이 (자유민주당)     | 1962년 보궐   | 1962년 제6회                   | 소노키 노보루 (일본사회당)     | 하야시다 마사하루 (자유민주당) |
| 노가미 스스무 (자유민주당)     | 사와다 잇세이 (자유민주당)     |               | 1963년 보궐                    | 기타구치 류토쿠 (자유민주당)   | 하야시다 마사하루 (자유민주당) |
| 모리나카 모리요시 (일본사회당) | 사와다 잇세이 (자유민주당)     | 1965년 제7회  | 1965년 보궐                    | 소노다 기요미쓰 (자유민주당)   | 하야시다 마사하루 (자유민주당) |
| 모리나카 모리요시 (일본사회당) | 사와다 잇세이 (자유민주당)     |               | 1968년 제8회                   | 다카타 고운 (자유민주당)       | 소노다 기요미쓰 (자유민주당)   |
| 데라모토 고사쿠 (자유민주당)   | 모리나카 모리요시 (일본사회당) | 1971년 제9회  |                                | 다카타 고운 (자유민주당)       | 소노다 기요미쓰 (자유민주당)   |
| 데라모토 고사쿠 (자유민주당)   | 모리나카 모리요시 (일본사회당) |               | 1974년 제10회                  | 다카타 고운 (자유민주당)       | 소노다 기요미쓰 (자유민주당)   |
| 미요시 신지 (자유민주당)       | 호소카와 모리히로 (자유민주당) | 1977년 제11회 | 1977년 보궐                    | 다시로 유키오 (자유민주당)     | 소노다 기요미쓰 (자유민주당)   |
| 미우치 핫스이 (자유민주당)     | 호소카와 모리히로 (자유민주당) | 1979년 보궐   |                                | 다시로 유키오 (자유민주당)     | 소노다 기요미쓰 (자유민주당)   |
| 미우치 핫스이 (자유민주당)     | 호소카와 모리히로 (자유민주당) |               | 1980년 제12회                  | 다시로 유키오 (자유민주당)     | 소노다 기요미쓰 (자유민주당)   |
| 사와다 잇세이 (자유민주당)     | 우라타 마사루 (자유민주당)     | 1983년 제13회 |                                | 다시로 유키오 (자유민주당)     | 소노다 기요미쓰 (자유민주당)   |
| 사와다 잇세이 (자유민주당)     | 우라타 마사루 (자유민주당)     |               | 1985년 보궐                    | 다시로 유키오 (자유민주당)     | 모리즈미 유신 (자유민주당)     |
| 사와다 잇세이 (자유민주당)     | 우라타 마사루 (자유민주당)     |               | 1986년 제14회                  | 다시로 유키오 (자유민주당)     | 모리즈미 유신 (자유민주당)     |
| 기히라 데이코 (무소속)         | 사와다 잇세이 (무소속)         | 1989년 제15회 |                                | 다시로 유키오 (자유민주당)     | 모리즈미 유신 (자유민주당)     |
| 기히라 데이코 (무소속)         | 사와다 잇세이 (무소속)         |               | 1992년 제16회                  | 모리즈미 유신 (자유민주당)     | 우라타 마사루 (무소속)         |
| 아소다 기요시 (신진당)         | 미우라 잇스이 (무소속)         | 1995년 제17회 |                                | 모리즈미 유신 (자유민주당)     | 우라타 마사루 (무소속)         |
| 아소다 기요시 (신진당)         | 미우라 잇스이 (무소속)         |               | 1998년 제18회                  | 혼다 료이치 (민주당)           | 기무라 히토시 (자유민주당)     |
| 우오즈미 히로히데 (무소속)     | 미우라 잇스이 (무소속)         | 2000년 보궐   |                                | 혼다 료이치 (민주당)           | 기무라 히토시 (자유민주당)     |
| 미우라 잇스이 (자유민주당)     |                                | 2001년 제19회 |                                | 혼다 료이치 (민주당)           | 기무라 히토시 (자유민주당)     |
| 미우라 잇스이 (자유민주당)     |                                | 2004년 제20회 | 기무라 히토시 (자유민주당)     |                                |                                |
| 마쓰노 노부오 (민주당)         | 2007년 제21회                  |               | 기무라 히토시 (자유민주당)     |                                |                                |
| 마쓰노 노부오 (민주당)         |                                | 2010년 제22회 | 마쓰무라 요시후미 (자유민주당) |                                |                                |
| 바바 세이시 (자유민주당)       | 2013년 제23회                  |               | 마쓰무라 요시후미 (자유민주당) |                                |                                |
| 바바 세이시 (자유민주당)       |                                | 2016년 제24회 | 마쓰무라 요시후미 (자유민주당) |                                |                                |
| 바바 세이시 (자유민주당)       | 2019년 제25회                  |               | 마쓰무라 요시후미 (자유민주당) |                                |                                |
| 바바 세이시 (자유민주당)       |                                | 2022년 제26회 | 마쓰무라 요시후미 (자유민주당) |                                |                                |

## 최근 선거 결과

### 2016년 (제24회)
|  | 59.14% |

|  | 36.13% |

|  | 2.78% |

|  | 1.95% |

### 2019년 (제25회)
|  | 56.40% |

|  | 39.06% |

|  | 4.54% |

### 2022년 (제26회)
|  | 62.17% |

|  | 21.83% |

|  | 11.38% |

|  | 4.62% |

## 같이 보기
- 구마모토현 제1구
- 구마모토현 제2구
- 구마모토현 제3구
- 구마모토현 제4구
- 구마모토현 제5구